# قداد متوسط
قداد متوسط أو همستر متوسط (الاسم العلمي:Mesocricetus) هو جنس من الحيوانات يتبع فصيلة الفأرية من رتبة القوارض.

## أنواع
- قداد ذهبي (الاسم العلمي:Mesocricetus auratus)
- قداد تركي (الاسم العلمي:Mesocricetus brandti)
- قداد روماني (الاسم العلمي:Mesocricetus newtoni)
- قداد قوقازي (الاسم العلمي:Mesocricetus raddei)